# Yiánnis Michailídis
Pour les articles homonymes, voir Michaïlídis.
Yiánnis Michailídis (en grec moderne : Γιάννης Μιχαηλίδης), né le 18 février 2000 à Giannitsá en Grèce, est un footballeur international grec qui joue au poste de défenseur central au PAOK Salonique.

## Biographie

### Carrière en club

#### PAOK Salonique
Yiánnis Michailídis naît à Giannitsá, en Grèce. Il est formé par le club de sa ville natale, le Giannitsa F.C., avant de rejoindre en 2016 le PAOK Salonique. Il joue son premier match en professionnel le 15 janvier 2020, face à l'OFI Crète, lors d'une rencontre de coupe de Grèce. Il entre en jeu à la place de Fernando Varela lors de cette rencontre remportée sur le score de quatre buts à un par son équipe,.
Michailídis inscrit son premier but en professionnel le 4 juillet 2020, lors d'un match de barrages contre l'OFI Crète. Entré en jeu à la place de Rodrigo Soares (en), il marque sur coup franc. Les deux équipes se séparent sur un match nul (2-2 score final).
Il joue son premier match de Ligue des champions le 25 août 2020, face au Beşiktaş JK. Il est titularisé ce jour-là, et son équipe s'impose par trois buts à un.

### En sélection nationale
Avec l'équipe de Grèce des moins 18 ans, Michailídis joue un total de trois matchs, tous en 2018 et en tant que titulaire.
De 2018 à 2019, il représente l'équipe de Grèce des moins de 19 ans, pour un total de sept apparitions, dont six titularisations. Sa première apparition avec cette sélection a lieu le 6 septembre 2018 contre la Finlande où il est titularisé et voit son équipe s'incliner (1-0 score final).
En août 2020, il est appelé pour la première fois par John van 't Schip, le sélectionneur de l'équipe nationale de Grèce, pour les matchs de Ligue des nations de septembre. Il figure sur le banc des remplaçants, sans entrer en jeu, lors des rencontres face à la Slovénie et au Kosovo. Il honore finalement sa première sélection lors du rassemblement suivant, le 7 octobre 2020 face à l'Autriche. Il entre en jeu lors de cette rencontre perdue par la Grèce (2-1).